# Mark Christian
Mark Peter Christian (Douglas, Isla de Man, 20 de noviembre de 1990) es un ciclista británico.

## Palmarés
- Aún no ha conseguido ninguna victoria como profesional.

## Resultados en Grandes Vueltas
Durante su carrera deportiva ha conseguido los siguientes puestos en las Grandes Vueltas. 
| Carrera | Carrera         | 2012 | 2013 | 2014 | 2015 | 2016 | 2017  | 2018 | 2019 | 2020 | 2021 | 2022 |
| ------- | --------------- | ---- | ---- | ---- | ---- | ---- | ----- | ---- | ---- | ---- | ---- | ---- |
|         | Giro de Italia  | —    | —    | —    | —    | —    | —     | —    | —    | —    | 76.º | —    |
|         | Tour de Francia | —    | —    | —    | —    | —    | —     | —    | —    | —    | —    | —    |
|         | Vuelta a España | —    | —    | —    | —    | —    | 138.º | —    | —    | —    | —    | —    |

—: no participa

Ab.: abandono

## Equipos
- An Post-Sean Kelly (2012)
- Team Raleigh (2013-2014)
- Team Wiggins (2015-2016)
- Aqua Blue Sport (2017-2018)
- Team Wiggins Le Col (2019)
- Canyon dhb p/b Soreen (2020)
- EOLO-KOMETA Cycling Team (2021-2022)